# Балезіна Тамара Йосипівна
Тамара Йосипівна Балезіна (до шлюбу Каплун; 28 квітня 1913, Старобільськ — 11 серпня 2010, Москва) — радянський мікробіолог — вірусолог, кандидат медичних наук, співавторка вітчизняного пеніциліну та інтерферону.

## Біографія
Народилася 1913 року в Старобільську (нині Луганської області). Закінчила 7-річну школу, потім два курси Індустріального технікуму — профшколи, навчаючись на професію трактористки. 1929 року вступила до Сталінського медичного інституту, звідки 1931 року перевелася в Куйбишевський медичний інститут . Закінчивши 1935 року з відзнакою санітарно-гігієнічний факультет Куйбишевського медінституту, працювала лікарем-бактеріологом у поліклініці при станції Сизрань I. У 1936 році вступила до очної аспірантури за спеціальністю «мікробіологія», потім у зв'язку з переведенням чоловіка до Москви перейшла до аспірантури Всесоюзного інституту експериментальної медицини (ВІЕМ).
З 1942 року працювала у Відділі біохімії мікробів ВІЕМ, яким керувала Зінаїда Єрмольєва де безпосередньо брала участь у створенні вітчизняного пеніциліну .
У 1945—1952 роки працювала старшим науковим співробітником Всесоюзного НДІ пеніциліну та інших антибіотиків, ВНІХФД, Інституту епідеміології та мікробіології ім. М. Ф. Гамалеї . У 1955—1956 роки працювала в Центральному інституті удосконалення лікарів, у 1956—1975 рр. — в Інституті вірусології ім. Д. І. Івановського, останні роки — на посаді завідувачки Кабінету інтерферону. Ряд років формально вважалася інших НДІ Академії медичних наук СРСР, залишаючись постійно під керівництвом академіка АМН СРСР Зінаїди Єрмольової. Вийшовши на пенсію, 26 років вела на громадських засадах прийом у Кімнаті здоров'я при РЕУ на вул. Новопіщана № 8.
Померла 11 серпня 2010 року. Похована на Ваганьковському кладовищі (Колумбарій, секція 55)

### Родина
1937 року стала дружиною Степана Опанасовича Балезіна (1904—1982) — радянського хіміка, засновника наукової школи інгібіторів корозії металів.
Син — Олександр Степанович Балезін (нар 1952) — доктор історичних наук, професор, головний науковий співробітник Відділу регіональних досліджень (Центр африканських досліджень) Інституту загальної історії РАН .

## Наукова діяльність
7 червня 1944 року захистила кандидатську дисертацію («Отримання, дослідження та клінічне застосування пеніциліну»)  . З 10 лютого 1945 року — старший науковий співробітник .
Авторка понад 80 наукових праць .

### Пеніцилін
Є співавторкою вітчизняного пеніциліну, отриманого в лабораторних умовах 1942 року незалежно від англо-американського. Саме вона в результаті довгих пошуків знайшла грибок penicillium crustosum, який послужив продуцентом вітчизняного препарату, який отримав назву «Пеніцилін-крустозин ВІЕМ»  .

### Інтерферон
У 1950-х роках розробила методику отримання інтерферону на основі фібробластів курячих ембріонів. Їй також належить ідея пошуку продуцентів ендогенного інтерферону, тобто речовин, які змушують організм людини виробляти власний інтерферон, тим самим захищаючись від вірусних інфекцій. За цю роботу 5 жовтня 1972 року разом із співробітниками вона отримала авторське свідоцтво № 363746 на винахід «Спосіб отримання інтерферону». Як предмет винаходу в ньому вказаний «Спосіб отримання інтерферону в клітинних культурах тваринного походження шляхом внесення вірусу-індуктора в культуру, який відрізняється тим, що з метою збільшення тривалості інтерфероноутворення, як індуктор інтерферону використовуються віруси рослин».

### Вибрані праці
- Балезина Т. И. К истории открытия отечественного пенициллина // Антибиотики и химиотерапия. — 1994. — Т. 39, № 1. — С. 29-32.
- Балезина Т. И. К истории получения З. В. Ермольевой пенициллина // Антибиотики и химиотерапия. — 1998. — Т. 43, № 2 (24 березня). — С. 7-9.
- Балезина Т. И. Получение, исследование и клиническое применение пенициллина: Дисс. … канд. мед. — М.: ВИЭМ, 1944.
- Ермольева З. В., Балезина Т. И. Пенициллин-крустозин ВИЭМ // Журнал микробиологии, эпидемиологии и иммунологии. — 1944. — № 5.
- Ермольева З. В., Балезина Т. И., Маршак А. М. Пенициллин и его клиническое применение // Клиническая медицина. — 1944. — Т. 22, № 3.

## Нагороди
- значок «Відмінник охорони здоров'я» (СРСР)
- медалі:
  - «За доблесну працю у Великій Вітчизняній війні»
  - "50 років перемоги у Великій Вітчизняній війні 1941—1945 років. "
  - "60 років перемоги у Великій Вітчизняній війні 1941—1945 років. "
  - "65 років перемоги у Великій Вітчизняній війні 1941—1945 років. "
  - «На згадку про 800-річчя Москви»
  - «На згадку про 850-річчя Москви»
  - «Ветеран праці» .